# Moncada (Spagna)
Moncada è un comune spagnolo di 21 900 abitanti situato nella comunità autonoma Valenciana.